# Mamundali
Mamundali (gr. Μαμούνταλη) – wieś w Republice Cypryjskiej, w dystrykcie Pafos. W 2011 roku liczyła 18 mieszkańców.